# Cutandia rigescens
Cutandia rigescens är en gräsart som först beskrevs av Aleksandr Alfonsovitj Grossgejm, och fick sitt nu gällande namn av Nikolai Nikolaievich Tzvelev. Cutandia rigescens ingår i släktet Cutandia, och familjen gräs. Inga underarter finns listade i Catalogue of Life.